# Чарторыйский, Августин Юзеф
Князь Августин Юзеф Чарторыйский  (20 октября 1907, Варшава — 1 июля 1946, Севилья) — польский аристократ, 2-й ординат в Сеняве (1937—1945).

## Биография

Литовская Погонь

Представитель польско-литовского княжеского рода Чарторыйских. Старший сын князя Адама Людвика Чарторыйского (1872—1937), 1-го ордината на Синяве (1894—1937), и графини Марии Людвики Красинской (1883—1958).
В 1937 году после смерти своего отца Августин Юзеф Чарторыйский унаследовал Музей Чарторыйских в Кракове и Синявскую ординацию.
Перед началом Второй Мировой войны самые ценные предметы были вывезены из Музея Чарторыйских в Синявский дворец и замурованы. Остальные экспонаты были перемещены вниз, в подвал музея. Когда в сентябре немцы стали бомбить Краков, князь Августин и княгиня Долорес, которая тогда была беременна, покинули Синяву. 18 сентября немецкие войска заняли и разграбили Синявский дворец. Августин и Долорес были арестованы Гестапо. После тяжелых переговоров и при содействии испанских и итальянских родственников они были депортированы и в конце 1939 года прибыли в Испанию. Во время своего изгнания в Испании князь Августин активно сотрудничал с польским сопротивлением, но его слабое здоровье и отчаяние сказались на его жизни.
1 июля 1946 года 38-летний князь Августин Юзеф Чарторыйский скончался в Севилье, где и был похоронен.

## Семья и дети
12 августа 1937 года в Уише (Швейцария) Августин Юзеф Чарторыйский женился на принцессе Марии де лос Долорес Бурбон-Сицилийской (1909—1996), дочери сицилийского принца Карлоса Бурбона (1870—1949) и его супруги французской принцессы Луизы Орлеанской (1882—1958).
Дети:
- Адам Кароль Чарторыйский (род. 2 января 1940, Севилья)
- Людвик Пётр Чарторыйский (13 марта 1945, Севилья — 3 мая 1946, Севилья)